# Ögmundar þáttr dytts
Ögmundar þáttr dytts también conocida como Gunnars þáttr helmings, es una historia corta islandesa (þáttr) que trata sobre un familiar de Glúmur Eyjólfsson, el protagonista de la saga de Víga-Glúms, llamado Ögmundr Dint y su búsqueda de consumar una venganza por las humillaciones recibidas durante su estancia en Noruega. 

## Gunnar helmingur
El aspecto más remarcable del relato son las aventuras de otro personaje, Gunnar helmingur, que había caído en desgracia con el rey noruego Olaf Tryggvason, acusado falsamente de asesinato, y viaja a Suecia donde conoce a una sacerdotisa (gyðia) que le acompaña en el trayecto con un carro que transporta la estatua de Freyr. Gunnar sube al carro con intención de luchar con Freyr pero toma su lugar, y la sacerdotisa pasa a ser conocida como la esposa de Freyr y la gente se congratula de ver que no solo el dios camina, come y reparte felicidad, sino que las cosechas crecen mejor que antes y que la sacerdotisa además está preñada. El rey Olaf se entera y le pide a Gunnar que regrese a Noruega, Gunnar acepta pero llevándose consigo a su esposa embarazada. Diana L. Paxson argumenta que la historia es un testimonio que valida la posibilidad que una persona puede ser poseída por un dios (la lucha en el carro se puede interpretar como un trance chamánico) y que la deidad pueda manifestarse por el sujeto, hablando como tal cuando se precisa.